# Липа дрібнолиста (Гадяцький район)
Липа дрібнолиста — ботанічна пам'ятка природи місцевого значення, розташована неподалік від села Лисівка Гадяцького району Полтавської області. Була створена відповідно до Постанови Полтавської облради № 453 від 22 листопада 1984 року.

## Загальні відомості
Землекористувачем є Лисівська сільська рада, площа — 0,02 гектара. Розташована по дорозі Рашівка — Лисівка на північний захід від останнього в Гадяцькому районі.
Пам'ятка природи створена з метою збереження одинокого вікового дерева липи дрібнолистої — залишку липової алеї, посадженої у 1778 році віком понад 250 років. Обхват дерева на висоті 1,3 м у 2021 році становив 423 см.